# Fekete Sas-rend
A Fekete Sas-rend (németül Hohe Orden vom Schwarzen Adler) a Porosz Királyság legmagasabb kitüntetése volt. A lovagrendet 1701. január 17-én alapította III. Frigyes brandenburgi választófejedelem (akit másnap porosz királlyá koronáztak). A királyság 1918-as megszűnése után a holland száműzetésben élő II. Vilmos császár a családtagjainak adományozta a kitüntetést. Ma a rend nagymestere György Frigyes porosz herceg, a Hohenzollern-ház feje.

## Áttekintés
A rend szabályzatát 1701. január 18-án tették közzé; ez volt érvényben 1847-ig, amikor változtatásokat eszközöltek benne. A tagok két csoportra tagozódtak, az uralkodóházak tagjaira (akik között megkülönböztették a Hohenzollerneket és más, német vagy külföldi dinasztiák tagjait) és a lovagokra. 1847 előtt csak nemesek kaphatták a kitüntetést, utána a kitüntetettek automatikusan öröklődő nemességet (Adelstand) kaptak, ha addig nem voltak azok. A rend lovagjai többnyire magas rangú állami tisztviselők vagy katonatisztek voltak.
A Fekete Sas-rendnek csak egy osztálya létezett, de a király adhatta lánccal (mit der Kette) vagy lánc nélkül (ohne Kette). A szabályzat előírta, hogy a rend tagjai egyúttal megkapják a Vörös Sas-rend nagykeresztjét is. 1862-től a porosz uralkodóház tagjainak a Fekete Sas-renddel együtt egyben átnyújtották a Porosz Koronarend első osztályát.

## Jelvények

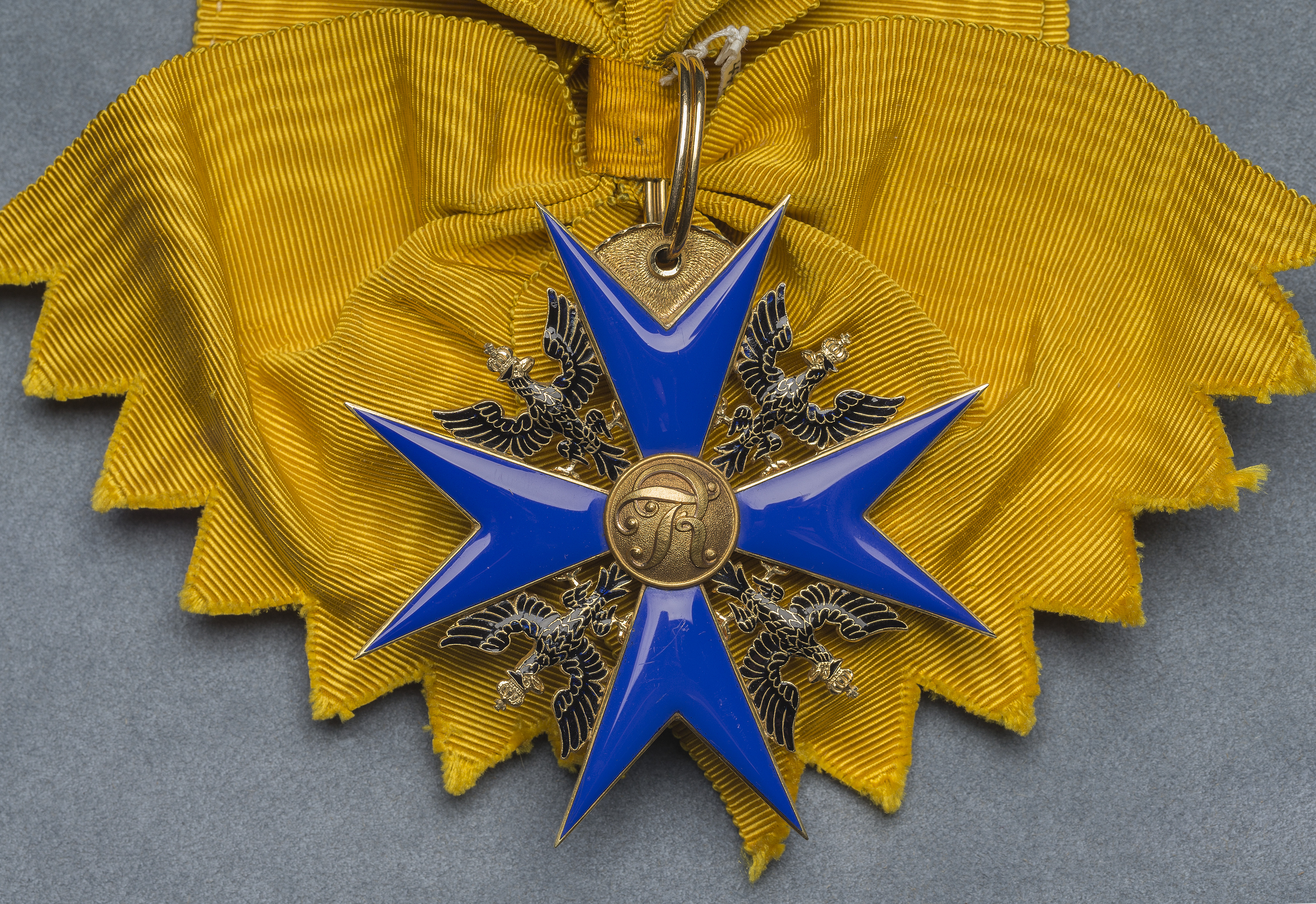
A Fekete Sas-rend jelvénye

A rend jelvénye egy kékre zománcozott arany máltai kereszt, amelynek szárai között aranykoronás fekete sasok találhatóak. A kereszt közepén egy aranymedallionon az FR (Fredericus Rex, Frigyes király) betűk láthatók.
A jelvényt széles szalagon vagy nyakba vetett láncon viselik. A rend szalagja narancsszín moarémintás selyemből készül és a bal válltól a jobb csípő felé átvetve kell hordani; a jelvénynek a csípőnél kell lennie. A lánc 24 szemből áll: fekete sasok és FR betűkkel díszített medallionok váltakoznak egymással. A rend mottója Suum Cuique (jelentése szó szerint: mindenkinek a magáét, értelemszerűen: mindenkinek saját érdeme szerint).
A rend csillaga egy ezüstből készült nyolcágú csillag, nagyszámú, középpontból kiáradó sugárral. A középső medallionon arany háttéren jogart és babérkoszorút markoló fekete sas látható, körülötte fehér alapon a Suum Cuique felirat és babérágak találhatóak.
A rend gyűlésein a tagok kék bélésű vörös bársonyköpenyt viseltek, amelynek bal vállára a rend csillagát hímezték.
A rend címerét ma a Bundeswehr katonai rendőrsége (Feldjäger) használja.

## Tagok
1701 és 1918 között a Fekete Sas-rendet 407 alkalommal adták át, ebből 57-szer I. Frigyes idején (1701–1713). 1918-ban a rend tagjai 118-an voltak, ebből 14 a porosz uralkodóház tagja, 1 a Hohenzollern hercegi házból, 49 (közülük 9 a németekkel háborúban álló nemzetekből) külföldi uralkodóházakból, 54 pedig egyéb német polgár. A Hohenzollern-ház férfi tagjai általában tízévesen kapták meg a kitüntetést, tizennyolc évesen pedig a láncot. A porosz királynék és császárnék is tagjai voltak a Fekete Sas-rendnek, de a család egyéb nőtagjai a Lujza-rendet kapták helyette.

## Nagymesterek

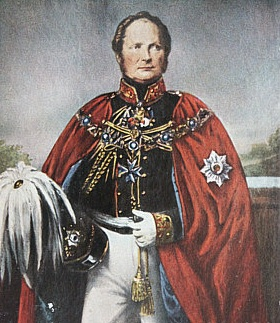
IV. Frigyes Vilmos a Fekete Sas-rend láncával és köpenyével

- I. Frigyes porosz király (1701–1713)
- I. Frigyes Vilmos porosz király (1713–1740)
- II. Frigyes porosz király (1740–1786)
- II. Frigyes Vilmos porosz király (1786–1797)
- III. Frigyes Vilmos porosz király (1797–1840)
- IV. Frigyes Vilmos porosz király (1840–1861)
- I. Vilmos német császár (1861–1888)
- III. Frigyes német császár (1888 május-június)
- II. Vilmos német császár (1888–1941)
- Vilmos porosz királyi herceg (1941–1951)
- Lajos Ferdinánd porosz herceg (1951–1994)
- György Frigyes porosz herceg (1994- )

## Neves kitüntetettek

### Az uralkodói család tagjai
- Henrik, a hétéves háború tábornoka
- Ágost Ferdinánd, a johannita rend brandenburgi ágának nagymestere
- Auguszta német császárné
- Károly
- Frigyes Károly, a königgrätzi csata hőse
- Albert
- Henrik, a Császári Haditengerészet parancsnoka az első világháborúban

- Viktória német császárné
- Auguszta Viktória német császárné

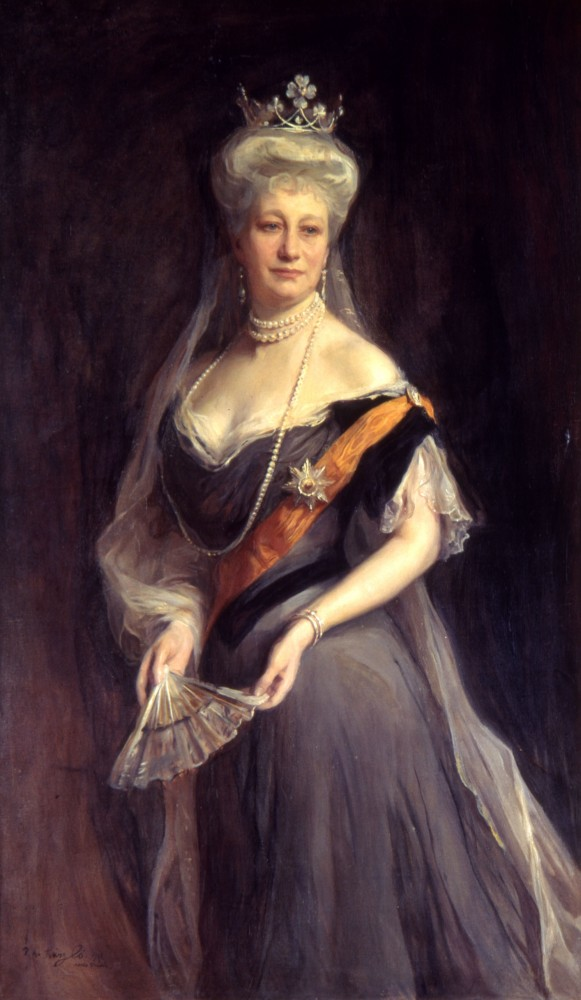
Auguszta Viktória császárné a Fekete Sas-rend szalagjával (László Fülöp Elek képe)

- Vilmos, tábornok az első világháborúban
- Frigyes Lipót
- Eitel Frigyes
- Adalbert Ferdinánd
- Ágost Vilmos
- Oszkár
- Joakim
- Frigyes Károly, olimpiai bronzérmes, világháborús pilóta

### A Hohenzollern hercegi ház tagjai
- I. Ferdinánd román király
- I. Károly román király

### Külföldi tagok
- I. Albert belga király
- III. Sándor orosz cár
- IX. Keresztély dán király
- V. Ráma thaiföldi király
- II. Péter brazil császár
- I. Ferenc József osztrák császár
- II. Lipót belga király
- XVIII. Lajos francia király
- Meidzsi japán császár
- I. Umbertó olasz király

### A rend lovagjai

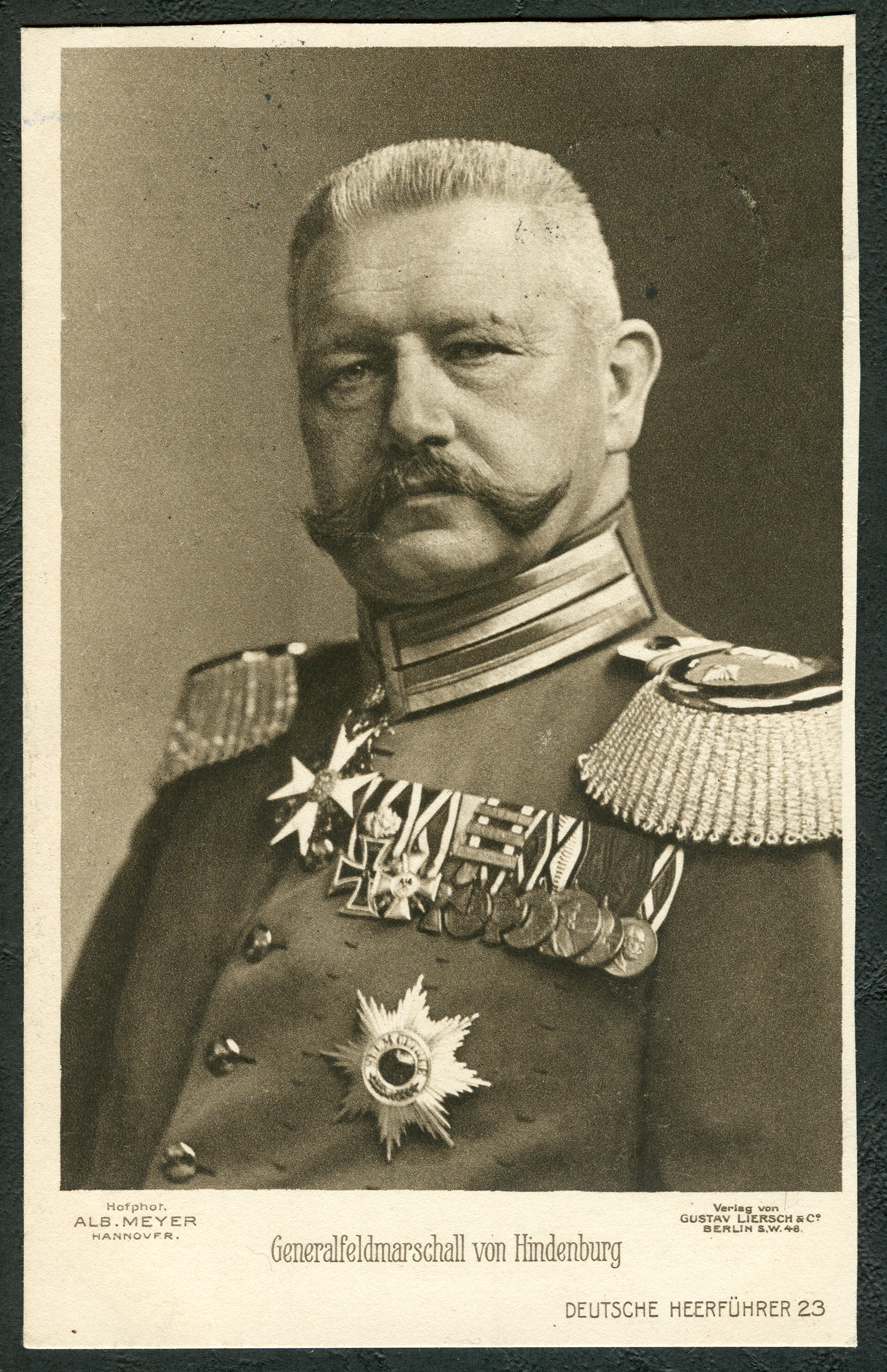
Paul von Hindenburg a rend csillagával

- Otto von Bismarck porosz és német kancellár
- Gebhard von Blücher – porosz tábornok, a lipcsei és waterloo-i csata résztvevője
- Bernhard von Bülow német kancellár
- Karl von Bülow porosz tábornok
- Karl von Einem első világháborús tábornok és hadügyminiszter
- August von Gneisenau porosz tábornok
- Paul von Hindenburg első világháborús tábornok, később Németország elnöke
- August von Mackensen német tábornok
- Patrice de Mac-Mahon francia tábornok, köztársasági elnök
- Adolph Menzel német festő
- Helmuth Karl Bernhard von Moltke porosz tábornok
- I. Napóleon francia császár
- Alfred von Schlieffen német tábornok
- Friedrich Wilhelm von Seydlitz porosz lovassági tábornok
- Alekszandr Vasziljevics Szuvorov orosz tábornok
- Alfred von Tirpitz német tengernagy

## Fordítás
- Ez a szócikk részben vagy egészben  az   Order of the Black Eagle című angol Wikipédia-szócikk ezen változatának fordításán alapul.  Az eredeti cikk szerkesztőit annak laptörténete sorolja fel. Ez a jelzés csupán a megfogalmazás eredetét és a szerzői jogokat jelzi, nem szolgál a cikkben szereplő információk forrásmegjelöléseként.